# Episymploce prima
Episymploce prima är en kackerlacksart som först beskrevs av Bei-Bienko 1957.  Episymploce prima ingår i släktet Episymploce och familjen småkackerlackor. Inga underarter finns listade i Catalogue of Life.